# Бојнтон (Оклахома)
Бојнтон (енгл. Boynton) град је у америчкој савезној држави Оклахома.

## Демографија
По попису из 2010. године број становника је 248, што је 26 (-9,5%) становника мање него 2000. године.
| Група             | 2000.       | 2010.       |
| Белци             | 75 (27,4%)  | 62 (25,0%)  |
| Афроамериканци    | 151 (55,1%) | 130 (52,4%) |
| Азијати           | 0 (0,0%)    | 1 (0,4%)    |
| Хиспаноамериканци | 2 (0,7%)    | 7 (2,8%)    |
| Укупно            | 274         | 248         |